# エグゼクリエイト
有限会社エグゼクリエイト（英: Exe-Create Co., Ltd.）は、日本のコンピュータゲーム開発会社。

## 概要
主にゲームアプリの企画・開発を行う。
コトブキソリューション（ケムコ）からの委託開発も行っており、スマートフォン向けアプリ時代の代表作である『アスディバインハーツ』（2014年）や『ドラゴンシンカー』（2015年）などは、後にPlayStation 4やNintendo Switchにも移植されている。